# Rajon Rondo
Rajon Pierre Rondo (Louisville, Kentucky, 22 de febrer de 1986), és un exjugador de bàsquet professional estatunidenc que mesura 1,85m i jugava en la posició de base. Era conegut pel seu ràpid ritme ofensiu i les seves habilitats defensives. És un base caracteritzat per ser molt complet, robar moltes pilotes i ser un gran assistent.
L'estiu de 2015 va firmar un contracte d'1 temporada amb els Sacramento Kings.
És un dels dos unics jugadors que ha guanyat l'anell de l'NBA amb els Celtics i els Lakers. El primer va ser Clyde Lovellette, amb la diferència de que aquest últim ho va guanyar quan els Lakers encara estaven a Minneapolis.